# Магдалена Катарина фон Пфалц-Цвайбрюкен
Магдалена Катарина фон Пфалц-Цвайбрюкен (на немски: Magdalena Katharina von Pfalz-Zweibrücken; * 26 април 1607, Цвайбрюкен; † 20 януари 1648, Страсбург) от род Вителсбахи, е пфалцграфиня от Цвайбрюкен и чрез женитба херцогиня и пфалцграфиня на Биркенфелд.

## Живот
Тя е единственото дете на пфалцграф и херцог Йохан II от Пфалц-Цвайбрюкен (1584 – 1635) и първата му съпруга Катерина дьо Роан (1578 – 1607).
Магдалена Катарина се омъжва на 14 ноември 1630 г. в Цвайбрюкен за пфалцграф Кристиан I фон Пфалц-Биркенфелд (1598 – 1654) от страничната линия на Вителсбахите в Пфалц. Като зестра Магдалена Катарина донася на съпруга си господството Бишвайлер в Елзас.
Умира през 1648 г. на 40-годишна възраст. Същата година Кристиан I се жени за графиня Мария Йохана фон Хелфенщайн-Визенщайг (1612 – 1665).

## Деца
- син (*/† 1631)
- Густав Адолф (*/† 1632)
- Йохан Кристиан (*/† 1633)
- Доротея Катарина (1634 – 1715)

∞ 1649 граф Йохан Лудвиг фон Насау-Отвайлер (1625 – 1690)
- Луиза София (1635 – 1691Насау (херцогство)|Насау
- Кристиан II (1637 – 1717), херцог и пфалцграф на Биркенфелд

∞ 1667 графиня Катарина Агата фон Раполтщайн (1648 – 1683)
- Йохан Карл (1638 – 1704), херцог и пфалцграф на Гелнхаузен

∞ 1. 1685 принцеса и пфалцграфиня София Амалия фон Цвайбрюкен (1646 – 1695)
∞ 2. 1696 Естер Мария фон Витцлебен (1665 – 1725)
- Анна Магдалена (1640 – 1693)

∞ 1659 граф Йохан Райнхард II граф фон Ханау-Лихтенберг (1628 – 1666)